# Distribució K generalitzada
En probabilitat i estadística, la distribució K generalitzada és una família de tres paràmetres de distribucions de probabilitat contínues. La distribució sorgeix combinant dues distribucions gamma. En cada cas, s'utilitza una re-parametrització de la forma habitual de la família de distribucions gamma, de manera que els paràmetres són:
- la mitjana de la distribució,
- el paràmetre de forma habitual.

La distribució K és un cas especial de distribució variància gamma, que al seu torn és un cas especial de distribució hiperbòlica generalitzada. Un cas especial més senzill de la distribució K generalitzada sovint es coneix com a distribució K.

## Densitat
Suposem que una variable aleatòria {\displaystyle X} té una distribució gamma amb mitjana {\displaystyle \sigma } i paràmetre de forma {\displaystyle \alpha }, amb {\displaystyle \sigma } es tracta com una variable aleatòria amb una altra distribució gamma, aquesta vegada amb mitjana {\displaystyle \mu } i paràmetre de forma {\displaystyle \beta } . El resultat és que {\displaystyle X} té la següent funció de densitat de probabilitat (pdf) per {\displaystyle x>0}:
{\displaystyle f_{X}(x;\mu ,\alpha ,\beta )={\frac {2}{\Gamma (\alpha )\Gamma (\beta )}}\,\left({\frac {\alpha \beta }{\mu }}\right)^{\frac {\alpha +\beta }{2}}\,x^{{\frac {\alpha +\beta }{2}}-1}K_{\alpha -\beta }\left(2{\sqrt {\frac {\alpha \beta x}{\mu }}}\right),}
on {\displaystyle K} és una funció de Bessel modificada del segon tipus. Tingueu en compte que per a la funció de Bessel modificada del segon tipus, tenim {\displaystyle K_{\nu }=K_{-\nu }}. En aquesta derivació, la distribució K és una distribució de probabilitat composta. També és una distribució del producte: és la distribució del producte de dues variables aleatòries independents, una amb una distribució gamma amb una mitjana 1 i un paràmetre de forma. {\displaystyle \alpha }, el segon té una distribució gamma amb mitjana {\displaystyle \mu } i paràmetre de forma {\displaystyle \beta }.

## Aplicacions
La distribució K sorgeix com a conseqüència d'un model estadístic o probabilístic utilitzat en imatges de radar d'obertura sintètica (SAR). La distribució K es forma combinant dues distribucions de probabilitat separades, una que representa la secció transversal del radar i l'altra que representa el speckle que és una característica de la imatge coherent. També s'utilitza en comunicacions sense fil per modelar efectes d'ombra i esvaïment ràpid compostos.